# Отделение № 2 (Щербактинский район)
Отделение № 2 (также Целинное) — упразднённое село в Щербактинском районе Павлодарской области Казахстана. Входило в состав Хмельницкого сельского округа. Ликвидировано в 2005 г.

## Население
В 1989 году население села составляло 133 человека. По данным переписи 1999 года в селе проживал 61 человек (26 мужчин и 35 женщин).